# Anton Perwein
Anton Perwein (Viena, 10 de noviembre de 1911 - 14 de diciembre de 1981) fue un jugador de balonmano austriaco. Fue un componente de la Selección de balonmano de Austria.
Con la selección ganó la medalla de plata en los Juegos Olímpicos de Berlín 1936 y en el Campeonato Mundial de Balonmano Masculino de 1938.